# Cemilbey, Çorum
Cemilbey là một xã thuộc thành phố Çorum, tỉnh Çorum, Thổ Nhĩ Kỳ.